# Michael Klueh
Michael Klueh (ur. 15 marca 1987 w Evansville) – amerykański pływak, specjalizujący się w stylu dowolnym i grzbietowym, mistrz świata (2013).
Mistrz świata na krótkim basenie ze Stambułu (2012) w sztafecie 4 × 200 m stylem dowolnym. Ośmiokrotny medalista Uniwersjady.
W 2013 roku na mistrzostwach świata w Barcelonie płynął w wyścigu eliminacyjnym sztafet kraulowych 4 × 200 m. Otrzymał złoty medal po tym jak Amerykanie zajęli w finale pierwsze miejsce.
Dwa lata później, podczas mistrzostw świata w Kazaniu ponownie startował w tej konkurencji w eliminacjach. Klueh otrzymał srebro kiedy reprezentanci Stanów Zjednoczonych uplasowali się w finale na drugim miejscu.